# Scheich Mansur

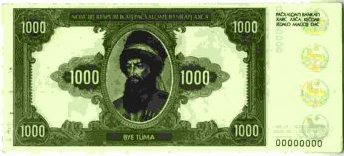
1000-Naxar-Schein der Tschetschenischen Republik Itschkerien

Scheich Mansur (geb. 1760; gest. 1794 in der Festung Schlüsselburg, St. Petersburg) (russisch Шейх Мансур, wiss. Transliteration Šejch Mansur; arabisch منصور, DMG Manṣūr ‚siegreich (durch Gottes Beistand)‘) war ein militärischer und religiöser Führer im Nordkaukasus des späteren 18. Jahrhunderts und ist wie später Imam Schamil (1797–1871) ein bedeutender Name der tschetschenischen Geschichte.

## Leben
Mansur Uschurma war einer der ersten großen Führer des islamischen Widerstands gegen den zunehmenden Einfluss Russlands im Kaukasus. Er kämpfte gegen das Zarenreich, wurde gefangen genommen und starb in russischer Gefangenschaft.
Der Schweizer Historiker Andreas Kappeler berichtet in seinem Buch Russland als Vielvölkerreich zur damaligen Gesamtsituation:

„Obwohl die Quellen dazu schweigen, ist es wahrscheinlich, daß schon die erste Widerstandsbewegung, die unter dem Banner des «Heiligen Krieges» mehrere ethnische Gruppen des Kaukasus gegen Rußland vereinigte, von einer sufischen Bruderschaft organisiert wurde. Unter der Führung von Scheich Mansur führten Tschetschenen und Teile der Berg-Dagestaner in den Jahren 1785 und 1786 einen Guerillakrieg gegen die Russen. Mit dem neuen russisch-türkischen Krieg verlagerte Mansur seine Tätigkeit 1787 auf die westlichen Tscherkessen, wo er mit den Osmanen zusammenarbeitete. Nach dem Ende des Krieges wurde er 1791 von russischen Truppen gefangen und in der Festung Schlüsselburg eingekerkert, wo er 1794 starb. Eindeutig sufische Organisationen entstanden im Kaukasus dann in den zwanziger Jahren des 19. Jahrhunderts.“

In ihrem Buch Tschetschenien: Die Wahrheit über den Krieg (2003) berichtet Anna Politkowskaja, dass Imam Schamil Scheich Mansur als seinen Lehrer betrachtete, und dass General Dudajew großzügig für sich reklamierte, in der geistigen Nachfolge beider Nationalhelden zu stehen, und sie zitiert Scheich Mansur mit den Worten:

„Zum Ruhme Gottes erscheine ich abermals in der Welt, wenn der Rechtgläubigkeit Gefahr und Unheil drohen. Wer mir folgt, wird gerettet werden, wer mir nicht folgt, gegen den kehre ich die Waffe, mit der mich der Prophet rüstet.“

Das in der Ukraine kämpfende Scheich-Mansur-Bataillon ist nach ihm benannt.